# Weihenstephaner
Weihenstephaner (Premium Bavaricum — Weihenstephaner) — niemieckie, naturalnie mętne piwo browaru Bawarski Państwowy Browar Weihenstephan blisko miejscowości Freising, produkowane, pasteryzowane i eksportowane w dziesięciu odmianach:
- Weihenstephaner Festbier (13,3% ekstraktu, 5,8% alkoholu) - jasne mocne piwo sezonowe (ang. seasonal) dolnej fermentacji typu lager, produkowane  w pierwszych tygodniach marca i poddawane leżakowaniu przez pół roku w okresie od kwietnia do września
- Weihenstephaner Hefeweissbier (12,6% ekstraktu, 5,5% alkoholu) - jasne musujące piwo górnej fermentacji, produkowane ze słodu jęczmiennego z dodatkiem pszenicy lub słodu pszenicznego, dostępne także w odmianach Leicht (niskoalkoholowe, 3,2% alkoholu) i Alkoholfrei (bezalkoholowe, 0,5% alkoholu)
- Weihenstephaner Hefeweissbier Dunkel (12,6% ekstraktu, 5,3% alkoholu) - ciemna odmiana Weihenstephaner Hefeweissbier
- Weihenstephaner Xan Hefeweissbier (od 5,3% do 5,5% alkoholu) - specyficzna odmiana pszenicznego Weihensephaner Hefeweissbier,

Specjalne piwo z najstarszego światowego browaru, zawierające naturalną pochodną ksantohumolu, uzyskiwanego dzięki najnowszym, specjalnie dobranym technikom browarniczym 
Tłumaczenie opisu butelki

- Weihenstephaner Korbinian (18,3% ekstraktu, 7,5% alkoholu) - dubeltowy, podwójny koźlak (ang. dopplebock), stanowiący mocną, ciemniejszą od tradycyjnych jasnych piw dolnej fermentacji bazę słodowo-chmielową
- Weihenstephaner Kristallweissbier (12,7% ekstraktu, od 5,3% do 5,5% alkoholu) - jasne piwo pszeniczne. Jedno z nielicznych pszenicznych piw filtrowanych.
- Weihenstephaner Original (11,8% ekstraktu, 5,1% alkoholu) - jasne piwo z gatunku pale lager, dostępne także w wersji bezalkoholowej (0,5% alkoholu)
- Weihenstephaner Pilsner, Weihenstephaner Edel-Pils (11,8% ekstraktu, od 5,0% do 5,1% alkoholu) - lekki pilzner (pilsner, pils), jedyne piwo tego rodzaju produkowane przez browar Weihenstephan
- Weihenstephaner Tradition, Weihenstephaner Tradition Bayrisch Dunkel (12,8% ekstraktu, 5,2% alkoholu) - ciemne piwo dolnej fermentacji typu lager, produkowane na bazie słodu pszenicznego
- Weihenstephaner Vitus (16,5% ekstraktu, 7,7% alkoholu) - półciemny lub ciemny koźlak (niem. Weizenbock)